# 6635 Zuber
6635 Zuber è un asteroide della fascia principale. Scoperto nel 1987, presenta un'orbita caratterizzata da un semiasse maggiore pari a 1,8899474 UA e da un'eccentricità di 0,1101206, inclinata di 24,23789° rispetto all'eclittica.